# ژان لوشانتر
ژان لوشانتر (فرانسوی: Jean Lechantre‎; ۱۳ فوریهٔ ۱۹۲۲ – ۱۲ فوریهٔ ۲۰۱۵) بازیکن و مربی فوتبال اهل فرانسه و زاده بلژیک بود.
از باشگاه‌هایی که در آن بازی کرده‌است می‌توان به باشگاه فوتبال لیل اشاره کرد.
وی همچنین در تیم ملی فوتبال فرانسه بازی کرده‌است.